# Taça de Portugal 1967/68
Die Taça de Portugal 1967/68 war die 28. Austragung des portugiesischen Pokalwettbewerbs. Er wurde vom portugiesischen Fußballverband ausgetragen. Das Finale fand am 16. Juni 1968 im Estádio Nacional von Oeiras statt. Pokalsieger wurde der FC Porto, das sich im Finale gegen Titelverteidiger Vitória Setúbal durchsetzte. Porto qualifizierte sich damit für den Europapokal der Pokalsieger 1968/69.
Bis zum Halbfinale wurden alle Begegnungen in Hin- und Rückspiel ausgetragen. Bei Gleichstand in den beiden Spielen gab es ein Entscheidungsspiel.

## Teilnehmende Teams
| Primeira Divisão (14) | Segunda Divisão (28) | Segunda Divisão (28) | Distrikte (2)                                        |
| --- | --- | --- | ---------------------------------------------------- |
| - Académica de Coimbra - FC Barreirense - Belenenses Lissabon - Benfica Lissabon - Sporting Braga - GD da CUF Barreiro - Leixões SC - FC Porto - AD Sanjoanense - Sporting Lissabon - FC Tirsense - Varzim SC - Vitória Guimarães - Vitória Setúbal | - Académico de Viseu FC - Alhandra SC - Almada AC - Atlético CP - SC Beira-Mar - CD Cova da Piedade - SC Covilhã - SC Espinho - FC Famalicão - CD Gouveia - Leça FC - Lusitano GC Évora - Luso FC - CD Montijo | - SC Olhanense - Clube Oriental de Lisboa - FC Penafiel - GD Peniche - Portimonense SC - SC Salgueiros - GD Sesimbra - Sport União Sintrense - SC União Torreense - CD Torres Novas - Tramagal Sport União - União Lamas - União de Tomar - FC Vizela | - Marítimo Funchal (Madeira) - SC Lusitânia (Azoren) |

## 1. Runde
Die Hinspiele fanden am 8. und 11. Oktober 1967 statt, die Rückspiele am 15. Oktober 1967.
|                          | Gesamt |                       | Hinspiel | Rückspiel |
| ------------------------ | ------ | --------------------- | -------- | --------- |
| Leça FC                  | 4:1    | Alhandra SC           | 1:0      | 3:1       |
| Leixões SC               | 9:4    | União de Tomar        | 7:0      | 2:4       |
| CD Montijo               | 01:13  | Benfica Lissabon      | 1:4      | 0:9       |
| FC Vizela                | 2:3    | FC Tirsense           | 1:2      | 1:1       |
| Lusitano GC Évora        | 3:4    | CD Gouveia            | 2:2      | 1:2       |
| FC Famalicão             | 2:8    | Sporting Braga        | 1:3      | 1:5       |
| Almada AC                | 5:6    | Académico de Viseu FC | 3:1      | 2:5       |
| Atlético CP              | 1:2    | AD Sanjoanense        | 1:0      | 0:2       |
| Clube Oriental de Lisboa | 2:5    | CD Cova da Piedade    | 2:4      | 0:1       |
| FC Porto                 | 4:1    | SC Beira-Mar          | 2:1      | 2:0       |
| Portimonense SC          | 1:8    | Belenenses Lissabon   | 0:4      | 1:4       |
| União Lamas              | 4:4    | FC Penafiel           | 2:3      | 2:1       |
| Vitória Guimarães        | 12:10  | SC Olhanense          | 9:1      | 3:0       |
| Vitória Setúbal          | 6:1    | SC Salgueiros         | 5:0      | 1:1       |
| Tramagal Sport União     | 3:4    | Sport União Sintrense | 1:2      | 2:2       |
| SC União Torreense       | 3:2    | Luso FC               | 3:1      | 0:1       |
| Académica de Coimbra     | 10:20  | CD Torres Novas       | 4:0      | 6:2       |
| Varzim SC                | 3:3    | SC Espinho            | 2:2      | 1:1       |
| GD Sesimbra              | 2:6    | FC Barreirense        | 1:3      | 1:3       |
| GD Peniche               | 1:3    | SC Covilhã            | 1:2      | 0:1       |
| GD da CUF Barreiro       | 2:4    | Sporting Lissabon     | 1:1      | 1:3       |

### Entscheidungsspiele
|             | Ergebnis |             |
| ----------- | -------- | ----------- |
| FC Penafiel | 1:0      | União Lamas |
| Varzim SC   | 3:1      | SC Espinho  |

## 2. Runde
Die Hinspiele fanden am 21. Januar 1968 statt, die Rückspiele am 28. Januar 1968.
Freilos: Benfica Lissabon
|                       | Gesamt |                       | Hinspiel | Rückspiel |
| --------------------- | ------ | --------------------- | -------- | --------- |
| Leixões SC            | 3:1    | SC União Torreense    | 2:0      | 1:1       |
| FC Penafiel           | 1:3    | AD Sanjoanense        | 1:2      | 0:1       |
| FC Barreirense        | 1:0    | CD Cova da Piedade    | 1:0      | 0:0       |
| Belenenses Lissabon   | 5:1    | Sport União Sintrense | 3:0      | 2:1       |
| Varzim SC             | 1:9    | FC Porto              | 0:4      | 1:5       |
| Sporting Braga        | 2:1    | Leça FC               | 0:0      | 2:1       |
| Vitória Setúbal       | 3:3    | Atlético CP           | 1:1      | 2:2       |
| FC Tirsense           | 3:6    | Académica de Coimbra  | 3:1      | 0:5       |
| SC Covilhã            | 7:3    | CD Gouveia            | 4:0      | 3:3       |
| Académico de Viseu FC | 1:4    | Vitória Guimarães     | 0:1      | 1:3       |

### Entscheidungsspiel
|                 | Ergebnis |             |
| --------------- | -------- | ----------- |
| Vitória Setúbal | 1:0      | Atlético CP |

## Achtelfinale
Die Teams von Madeira und den Azoren stiegen in dieser Runde ein. Die Hinspiele fanden am 17. März 1968 statt, die Rückspiele am 24. März 1968.
Freilos: FC Barreirense, Leixões SC und Vitória Guimarães
|                     | Gesamt |                      | Hinspiel | Rückspiel |
| ------------------- | ------ | -------------------- | -------- | --------- |
| Benfica Lissabon    | 4:2    | AD Sanjoanense       | 2:1      | 2:1       |
| SC Covilhã          | 1:9    | FC Porto             | 0:4      | 1:5       |
| SC Lusitânia        | 1:4    | Marítimo Funchal     | 1:1      | 0:3       |
| Vitória Setúbal     | 3:0    | Académica de Coimbra | 2:0      | 1:0       |
| Belenenses Lissabon | 4:1    | Sporting Braga       | 2:1      | 2:0       |

## Viertelfinale
Die Hinspiele fanden am 19. und 23. Mai 1968 statt, die Rückspiele am 23. und 26. Mai 1968.
|                  | Gesamt |                     | Hinspiel | Rückspiel |
| ---------------- | ------ | ------------------- | -------- | --------- |
| FC Barreirense   | 3:5    | Benfica Lissabon    | 2:2      | 1:3       |
| FC Porto         | 3:1    | Belenenses Lissabon | 3:1      | 0:0       |
| Vitória Setúbal  | 2:1    | Vitória Guimarães   | 1:0      | 1:1       |
| Marítimo Funchal | 2:1    | Leixões SC          | 1:0      | 1:1       |

## Halbfinale
Die Hinspiele fanden am 2. Juni 1968 statt, die Rückspiele am 9. Juni 1968.
|                  | Gesamt |                 | Hinspiel | Rückspiel |
| ---------------- | ------ | --------------- | -------- | --------- |
| Marítimo Funchal | 0:6    | Vitória Setúbal | 0:0      | 0:6       |
| Benfica Lissabon | 2:5    | FC Porto        | 2:2      | 0:3       |

## Finale
| Paarung         | FC Porto – Vitória Setúbal |
| Ergebnis        | 2:1 (2:1) |
| Datum           | 16. Juni 1968 |
| Stadion         | Estádio Nacional, Oeiras |
| Zuschauer       | 38.000 |
| Schiedsrichter  | Joaquim Campos |
| Tore            | 0:1 José Maria Pereira (5.) 1:1 Valdemar Pacheco (15.) 2:1 Francisco Nóbrega (23.) |
| FC Porto        | Américo Lopes – João Atraca, Valdemar Pacheco, Custódio Pinto – Pavão, Rolando Gonçalves, Bernardo da Velha, Djalma Freitas – Vitor Gomes, Francisco Nóbrega, Jaime Silva Cheftrainer: José Maria Pedroto                       |
| Vitória Setúbal | Dinis Vital – Joaquim Conceição, Herculano Oliveira – Carlos Cardoso, Fernando Tomé, José Maria Pereira, Manuel Luís Santos, António Ilídio Sousa –– Jacinto João, José Maria Júnior , Felix Guerrero Cheftrainer: Fernando Vaz |